# Caderzone
Caderzone là một đô thị ở tỉnh Trento ở vùng Trentino-Alto Adige/Südtirol của Ý, tọa lạc cách 30 km về phía tây của Trento. Tại thời điểm ngày 31 tháng 12 năm 2004, đô thị này có dân số 623 người và diện tích là 18,6 km².
Caderzone giáp các đô thị: Pinzolo, Giustino, Spiazzo, Strembo, Carisolo, Massimeno, và Bocenago.

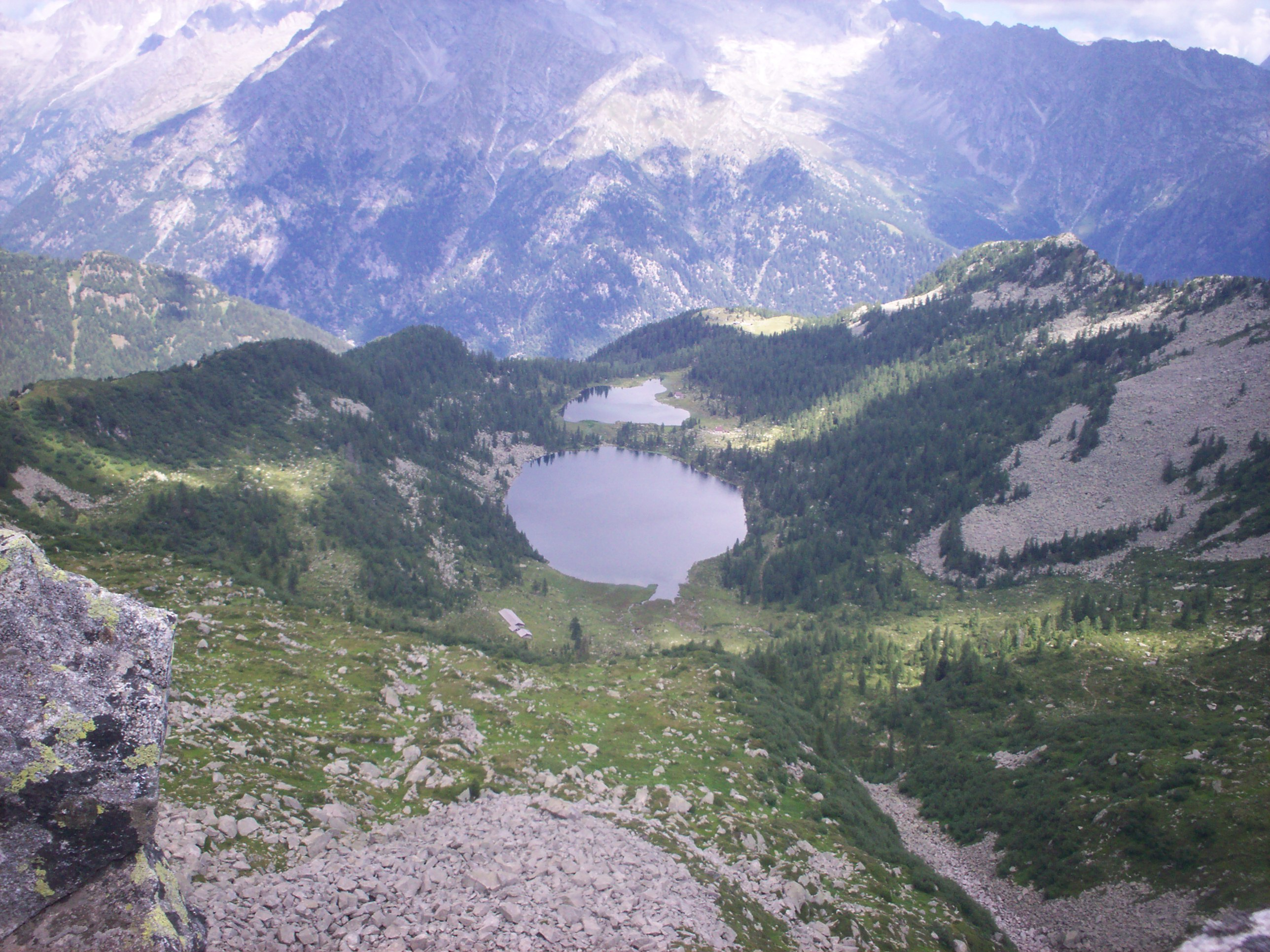
Các hồ San Giuliano ở trong đô thị này

.